# Боровик припудренный
Боровик припу́дренный (лат. Cyanobolétus pulveruléntus) — вид грибов, относящийся к роду Cyanoboletus семейства болетовые (Boletaceae).

## Описание
Шляпка диаметром 4-12 см, иногда до 15 см. Сначала выпуклая, со временем становится плоской, окраска изменчива, варьирует от красно-коричневого до серо-оливкового. Ножка высотой 5-10 см, цилиндрической формы, золотисто-жёлтой окраски с красными пятнами. Мякоть жёлтого цвета, со слабым запахом и сладковатым вкусом, при нажатии синеет, а со временем чернеет.
Растёт в лиственных лесах, особенно под дубами и буками, а также в смешанных и хвойных лесах с елью. Плодоносит в конце лета и осенью. Встречается, как правило, группами. Распространён по всей Европе, в Северной Азии, Северной Африке, на востоке США, в Центральной Америке.
Съедобными являются только молодые грибы, но низкого качества. Взрослые грибы становятся горькими и не пригодны к употреблению. Основное количество грибов собирают в августе-сентябре.

## Таксономия
Cyanoboletus pulverulentus (Opat.) Gelardi, Vizzini & Simonini, Index Fungorum 176: 1 (2014). — Boletus pulverulentus Opat. in A. de Bary, Vergl. Morph. Biol. Pilze 27 (1836).

### Синонимы
- Boletus pulverulentus Opat., 1836
- Tubiporus pulverulentus (Opat.) S.Imai, 1968
- Xerocomus pulverulentus (Opat.) E.-J.Gilbert, 1931